# Lista de campeãs do carnaval de Santos
Neste página está a lista de todas as escolas de samba da cidade de Santos - e também de Guarujá - campeãs do Carnaval de Santos a partir do ano de 1956, visto que o desfile oficial começou este ano e não em 1947, quando foi registrado as primeiras vencedoras de "Batalhas de Confete", evento não oficial nas quais os títulos não são válidos.

## Campeãs

### Batalha de confetes
Ainda não eram oficiais, eis os vencedores:
| Ano  | 1             |
| 1947 | X-9 e Vitória |
| 1948 | X-9 e Vitória |
| 1949 | X-9           |
| 1950 | X-9 e Brasil  |
| 1951 | Brasil        |
| 1952 | X-9 e Brasil  |
| 1953 | X-9 e Brasil  |
| 1954 | Brasil        |
| 1955 | X-9 e Brasil  |

### Desfiles oficiais
| Ano                                                   | 1                                                     | 2                                                     | 3                                                     | R      |
| 1956                                                  | X-9 e Brasil                                          | -                                                     | Império do Samba                                      | [ 3 ]  |
| 1957                                                  | Brasil                                                | Império do Samba                                      | X-9                                                   | [ 3 ]  |
| 1958                                                  | Brasil                                                | X-9                                                   | Príncipes Negros                                      | [ 3 ]  |
| 1959                                                  | Brasil                                                | X-9                                                   | Império do Samba                                      | [ 3 ]  |
| 1960                                                  | Brasil                                                | Império do Samba                                      | X-9                                                   | [ 3 ]  |
| 1961                                                  | Brasil                                                | X-9                                                   | Império do Samba                                      | [ 3 ]  |
| 1962                                                  | Brasil                                                | X-9                                                   | Império do Samba                                      | [ 3 ]  |
| 1963                                                  | Brasil                                                | Império do Samba                                      | X-9                                                   | [ 3 ]  |
| 1964                                                  | X-9                                                   | Brasil                                                | Batutas do Voturuá                                    | [ 3 ]  |
| 1965                                                  | Império do Samba                                      | X-9                                                   | Unidos Vicentinos                                     | [ 3 ]  |
| 1966                                                  | Império do Samba                                      | Brasil                                                | X-9                                                   | [ 3 ]  |
| 1967                                                  | Império do Samba                                      | Acadêmicos do Ubirajara                               | X-9                                                   | [ 3 ]  |
| 1968                                                  | Império do Samba                                      | X-9                                                   | Unidos do Peruche                                     | [ 3 ]  |
| 1969                                                  | Império do Samba                                      | X-9                                                   | Nenê de Vila Matilde                                  | [ 3 ]  |
| 1970                                                  | Império do Samba                                      | X-9                                                   | Unidos da Vila Paulista                               | [ 3 ]  |
| Não houve desfile em 1971.                            |                                                       |                                                       |                                                       |        |
| 1972                                                  | Império do Samba                                      | X-9                                                   | Brasil                                                | [ 3 ]  |
| 1973                                                  | X-9                                                   | Brasil                                                | Império do Samba                                      | [ 3 ]  |
| 1974                                                  | Império do Samba                                      | X-9                                                   | Brasil                                                | [ 3 ]  |
| 1975                                                  | X-9                                                   | Império do Samba                                      | Brasil                                                | [ 3 ]  |
| 1976                                                  | X-9                                                   | Padre Paulo                                           | Império do Samba                                      | [ 3 ]  |
| 1977                                                  | X-9                                                   | Padre Paulo                                           | Brasil                                                | [ 3 ]  |
| 1978                                                  | X-9                                                   | Padre Paulo                                           | Mocidade Amazonense                                   | [ 3 ]  |
| 1979                                                  | X-9                                                   | Padre Paulo                                           | Brasil                                                | [ 3 ]  |
| 1980                                                  | Padre Paulo                                           | X-9                                                   | Mocidade Amazonense                                   | [ 3 ]  |
| 1981                                                  | X-9                                                   | Padre Paulo                                           | Mocidade Amazonense                                   | [ 3 ]  |
| 1982                                                  | Padre Paulo                                           | X-9                                                   | Brasil                                                | [ 3 ]  |
| 1983                                                  | X-9                                                   | Padre Paulo                                           | Brasil                                                | [ 3 ]  |
| 1984                                                  | Padre Paulo                                           | União Imperial                                        | X-9                                                   | [ 3 ]  |
| 1985                                                  | União Imperial                                        | Padre Paulo                                           | X-9                                                   | [ 3 ]  |
| 1986                                                  | União Imperial                                        | X-9                                                   | Mocidade Amazonense                                   | [ 3 ]  |
| 1987                                                  | União Imperial                                        | X-9                                                   | Mocidade Amazonense                                   | [ 3 ]  |
| 1988                                                  | União Imperial                                        | X-9                                                   | Padre Paulo                                           | [ 3 ]  |
| 1989                                                  | União Imperial                                        | X-9                                                   | Padre Paulo                                           | [ 3 ]  |
| 1990                                                  | X-9                                                   | Mocidade Amazonense                                   | União Imperial                                        | [ 3 ]  |
| 1991                                                  | Brasil                                                | X-9 e União Imperial                                  | Mocidade Amazonense                                   | [ 3 ]  |
| 1992                                                  | Mocidade Amazonense                                   | X-9                                                   | União Imperial                                        | [ 3 ]  |
| 1993                                                  | União Imperial                                        | Brasil                                                | Mocidade Amazonense                                   | [ 3 ]  |
| 1994                                                  | União Imperial                                        | X-9                                                   | Padre Paulo                                           | [ 3 ]  |
| 1995                                                  | X-9                                                   | União Imperial                                        | Padre Paulo                                           | [ 3 ]  |
| 1996                                                  | X-9                                                   | Padre Paulo                                           | Mocidade Amazonense                                   | [ 3 ]  |
| 1997                                                  | Padre Paulo e União Imperial                          | Brasil e Mocidade Amazonense                          | X-9                                                   | [ 3 ]  |
| 1998                                                  | X-9                                                   | Padre Paulo                                           | União Imperial                                        | [ 3 ]  |
| Não houve desfile em 1999.                            |                                                       |                                                       |                                                       |        |
| 2000                                                  | Padre Paulo                                           | Unidos da Zona Noroeste                               | Brasil                                                | [ 3 ]  |
| Não ocorreram desfiles entre 2001 e 2005.             |                                                       |                                                       |                                                       |        |
| 2006                                                  | Brasil, Sangue Jovem e Padre Paulo                    | União Imperial                                        | Unidos da Zona Noroeste                               | [ 3 ]  |
| 2007                                                  | Brasil                                                | X-9                                                   | União Imperial                                        | [ 3 ]  |
| 2008                                                  | X-9                                                   | Brasil                                                | Unidos dos Morros                                     | [ 3 ]  |
| 2009                                                  | Mocidade Amazonense                                   | X-9                                                   | União Imperial                                        | [ 3 ]  |
| 2010                                                  | Padre Paulo                                           | Vila Nova                                             | Sangue Jovem                                          | [ 4 ]  |
| 2011                                                  | X-9                                                   | Unidos dos Morros                                     | Império da Vila                                       | [ 5 ]  |
| 2012                                                  | X-9                                                   | Unidos dos Morros                                     | Mocidade Amazonense                                   | [ 6 ]  |
| Em 2013 os desfiles do grupo especial não terminaram. | Em 2013 os desfiles do grupo especial não terminaram. | Em 2013 os desfiles do grupo especial não terminaram. | Em 2013 os desfiles do grupo especial não terminaram. | [ 7 ]  |
| 2014                                                  | Unidos dos Morros                                     | X-9                                                   | Mocidade Amazonense                                   | [ 8 ]  |
| 2015                                                  | X-9                                                   | Unidos dos Morros                                     | Mocidade Amazonense                                   | [ 9 ]  |
| 2016                                                  | Unidos dos Morros                                     | Padre Paulo                                           | Mocidade Amazonense                                   | [ 10 ] |
| 2017                                                  | X-9                                                   | Vila Mathias                                          | Unidos dos Morros                                     | [ 11 ] |
| 2018                                                  | União Imperial                                        | X-9                                                   | Unidos dos Morros                                     | [ 12 ] |
| 2019                                                  | União Imperial                                        | X-9                                                   | Unidos dos Morros                                     | [ 13 ] |
| 2020                                                  | Unidos dos Morros                                     | União Imperial                                        | X-9                                                   | [ 14 ] |
| 2023                                                  | Unidos dos Morros                                     | X-9                                                   | União Imperial                                        |        |
| 2024                                                  | Unidos dos Morros                                     | União Imperial                                        | Mocidade Amazonense                                   | [ 15 ] |

## Títulos por escola
| Escola              | Total | Títulos |
| X-9                 | 27    | 1947*, 1948*, 1949*, 1950*, 1952*, 1953*, 1955*, 1956, 1964, 1973, 1975, 1976, 1977, 1978, 1979, 1981, 1983, 1990, 1995, 1996, 1998, 2008, 2011, 2012, 2015, 2017 e 2025 |
| Brasil              | 17    | 1950*, 1951*, 1952*, 1953*, 1954*, 1955*, 1956, 1957, 1958, 1959, 1960, 1961, 1962, 1963, 1991, 2006, 2007                                                               |
| União Imperial      | 10    | 1985, 1986, 1987, 1988, 1989, 1993, 1994, 1997, 2018, 2019 |
| Império do Samba    | 8     | 1965, 1966, 1967, 1968, 1969, 1970, 1972, 1974 |
| Padre Paulo         | 7     | 1980, 1982, 1984, 1997, 2000, 2006, 2010 |
| Unidos dos Morros   | 5     | 2014, 2016, 2020, 2023, 2024 |
| Mocidade Amazonense | 2     | 1992, 2009 |
| Sangue Jovem        | 1     | 2006 |

### Observações
1. Como dito anteriormente, entre os anos de 1947 e 1955 os concursos de escolas de samba não eram oficiais, dito isso, as escolas com asteriscos nos anos correspondentes aos títulos são desses desfiles.